# Campeonato Sudamericano de Voleibol Femenino de 1999
El Campeonato Sudamericano de Voleibol Femenino de 1999 corresponde a la XXIII edición del Campeonato Sudamericano de Voleibol Femenino. Fue realizado en la ciudad de Valencia, Venezuela, entre el 16 y el 26 de septiembre de 1999. La selección de Brasil se coronó campeón del torneo, adquiriendo el derecho de clasificar al Campeonato Mundial de Voleibol Femenino de 1999.

## Equipos participantes
- Argentina
- Brasil
- Chile
- Paraguay
- Perú
- Uruguay
- Venezuela

## Resultados

### Clasificación Grupo Sur
La primera parte agrupa a todas las selecciones femeninas de voleibol del sur de Sudamérica. Quien tenga más puntos se enfrenta al resto de las selecciones.

### Segunda ronda
En esta ronda el ganador de la primera ronda se enfrenta con las selecciones de Brasil, Perú y Venezuela. Clasifican a la final los dos primeros.

### Ronda final
| Brasil            |
| Campeón           |
| Brasil 11º título |

## Clasificación final
| Rank              | Team      |
| ----------------- | --------- |
| Medalla de oro    | Brasil    |
| Medalla de plata  | Argentina |
| Medalla de bronce | Perú      |
| 4                 | Venezuela |
| 5                 | Uruguay   |
| 6                 | Paraguay  |
| 7                 | Chile     |